# Heinzel von Hohenfels
Heinzel von Hohenfels – niemiecka rodzina mieszczańska pochodząca ze wsi Trautliebersdorf (dzisiejszy Kochanów) na Dolnym Śląsku. Z nich Jan Heinzel (zm. 1859), majster tkacki osiedlił się w latach 20. XIX w. w Łodzi, zapoczątkowując polską gałąź rodziny. Wyznanie rzymskokatolickie.

## Tytuł baronowski
Juliusz Heinzel (1834–1895), syn Jana i Franciszki Hanke, cesarskorosyjski radca przemysłowy i fabrykant łódzki otrzymał od Ernesta II księcia sasko-koburgsko-gotajskiego dyplomem datowanym Gotha 10 marca 1891 tamtejsze szlachectwo i tytuł baronowski („Freiherrstand”) z predykatem „von Hohenfels”.
Sprawa ważności tytułu jest dziś dość dyskusyjna z uwagi na okoliczności jego nadania oraz jego używalność w aktach urzędowych okresu międzywojennego. W istocie dotyczy on dzisiaj osób z obywatelstwem niemieckim posiadających tym samym prawo do nazwiska „Freiherr Heinzel von Hohenfels”. Używanie formy „Baron Heinzel” stanowi polski neologizm, niezależnie od polonizacji tytułu „Freiherr”. Potomkowie rodziny Heinzel von Hohenfels mieszkają w Niemczech i w Polsce (m.in. w Łodzi, na Śląsku i w okolicach Piotrkowa Trybunalskiego, a także nad morzem w rybackiej wsi Mikoszewo). Mimo patriotycznej postawy w okresie okupacji niemieckiej władze administracyjne miasta Łodzi dotąd nie przyznały potomkom rodu jakiegokolwiek odszkodowania za majątek nieruchomy rodziny zagarnięty po 1945 przez władze PRL.

## Heraldyka
Herb własny: na tarczy skos srebrny, w polu górnym błękitnym trzy złote gwiazdy, w dolnym czerwonym dwa skrzyżowane młoty srebrne. Nad koroną baronowską ukoronowany hełm, na nim trzy pióra strusie: czerwone, srebrne i błękitne. Dewiza: „Industriae coronam”.

## Baronowie Heinzel von Hohenfels
- Juliusz Heinzel von Hohenfels (1834–1895), łódzki przemysłowiec i ziemianin w Królestwie Polskim i w księstwie sasko-koburgsko-gotajskim; protoplasta linii łódzkiej i twórca jej potęgi na tym gruncie;
- Adolf Heinzel von Hohenfels (ur. 1857, zm. 2 lutego 1892 w Berlinie), ziemianin, dyrektor Akcyjnego Towarzystwa Przemysłowego Juliusza Heinzla[2][3];
- Anna Heinzel (zm. 7 maja 1948 w Żyrardowie), z d. Geyer; żona Juliusza Teodora (1861–1922);
- Juliusz Teodor Heinzel von Hohenfels (1861–1922), przemysłowiec i ziemianin;
- Juliusz Roman Heinzel (1899–1940), oficer kawalerii Wojsk Polskich, kawaler Virtuti Militari, więzień obozu jenieckiego w Starobielsku, zamordowany przez NKWD w Charkowie;
- Konstancja Heinzel (1898[4]–1966[5]), córka Ludwika (ur. 1863, zm. czerwca 1925) i Marii Heinzel z domu Colonna-Walewskiej (1874–1938), żona dyplomaty Oswalda Kermenicia[6]. Wyszła za mąż za austriackiego dyplomatę Oswalda Kermenitz’a, wyjechali do Peru i tam pozostali[7];
- Ludwik Heinzel von Hohenfels (ur. 1863, zm. w czerwcu 1925), przemysłowiec z Łodzi;
- Maria Heinzel z domu Colonna – Walewska (1874–1938), wdowa po Ludwiku (1863–1925)[6];
- Roman Heinzel (1902–1991), żołnierz Armii Krajowej;
- Walentyna Heinzel (ur. 3 listopada 1902 w Moskwie, zm. 21 sierpnia 1999 w Bochum), wdowa po Juliuszu, oficerze WP zamordowanym w Charkowie[8].